# Ty' Bamboo
Ty' Bamboo était un parc d'attractions constitué essentiellement d'attractions foraines. Créé par Marcel Campion, il était situé sur le terrain de la Cartonnerie à Dammarie-les-Lys en Seine-et-Marne. 

## Description
Avec un panda comme mascotte, ce parc semi-abrité fait partie du site de La Cartonnerie. Depuis octobre 2009, elle accueille un multiplexe cinématographique Pathé de dix salles permettant d’accueillir 2 150 spectateurs, la patinoire de la Cartonnerie, un karting couvert de 330 m de long, sept restaurants, un bowling de vingt-quatre pistes et des billards anglais et américains.
La cible du parc décoré en bambous sont les enfants de 18 mois à 12 ans. Le visiteur ayant payé son ticket d'entrée bénéficie d'un accès illimité aux attractions de Ty' Bamboo. Par rapport à d'autres parcs forains, il a la particularité de posséder un espace couvert de 2 000 m². Celui-ci abrite des trampolines, des toboggans, l’accro branche junior, château gonflable et des parcours ludiques.
L'espace extérieur représente 8 000 m² et est composé de vieilles attractions foraines telles des montagnes russes junior Big Apple / Wacky Worm, manèges pour enfants, manège de chevaux de bois datant de 1887, grande roue junior, petit train junior, manège avions, palais du rire, etc.
Deux à trois fois par an, le parc organise événement Circusland. Il accueille sur son espace festif jouxtant Ty' Bamboo quelques cirques français.
Six postes fixes et une vingtaine d’emplois saisonniers sont créés. Marcel Campion souhaite franchiser le concept de Ty' Bamboo en le diffusant dans les régions.
Des peintures décoratives sont réalisées sur différents bâtiments à la bombe aérosol, par l'association Hard deco
En juin 2013, bien que le parc attire environ 2 000 personnes par semaine pendant la période chaude, Marcel Campion, qui avait déjà cédé son restaurant « Chez Fernand » de Samois-sur-Seine, veut fermer le parc, en raison de visites inférieures aux 100 000 par an qu'il espérait, des plaintes de voisinages pour le bruit engendré et de non-respect de la réglementation sur la sécurité des établissements appelés à recevoir du public, avec notamment une obstruction au passage de la commission de sécurité des pompiers, qui n'avait toujours pas pu passer près de deux ans après l'ouverture, suivant les élus de la municipalité de Dammarie-les-Lys.
Fermeture devenue effective en décembre 2013.